# Ed Sanders (boxare)
Ed Sanders, född 24 mars 1930 i Watts i Los Angeles, död 12 december 1954 i Boston, var en amerikansk boxare.
Sanders blev olympisk mästare i tungvikt i boxning vid sommarspelen 1952 i Helsingfors.